# Karl Heinrich Schattenmann

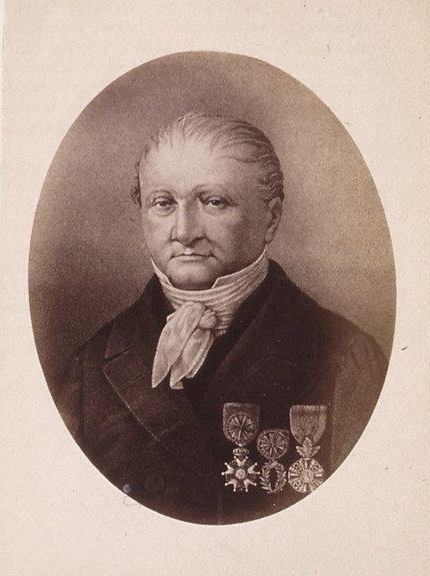
Karl Heinrich Schattenmann

Karl Heinrich Schattenmann (* 31. Dezember 1785 in Landau in der Pfalz; † 15. Mai 1869 in Buchsweiler) war ein französisch-deutscher Weinbau-Pionier.
Er war unter anderem Präsident der Ackerbau-Kommission und Vizepräsident der Ackerbauberatungskammer des Bezirks Zabern (Arrondissement Saverne) sowie Offizier der französischen Ehrenlegion. Im elsässischen Buchsweiler stand Schattenmann den Minen als Direktor vor.  
1812 erwarb er in Rhodt unter Rietburg das sogenannte „Schlössel“. Dort experimentierte er ab 1863 mit der Ablösung des Kammertbaus durch den Reihenbau. Beim Kammertbau wird ein Weinberg durch Längs- und Querhölzer unterteilt, beim Reihenbau wird auf die Querhölzer verzichtet. In der Folgezeit wurde der Kammertbau weitgehend durch den Reihenbau abgelöst. Schattenmann veröffentlichte außerdem Beiträge zum Tabakanbau, zur Tabaktrocknung, zum Weinbau und zum Gebrauch der „Chausseewalze“. 
Justus von Liebig schrieb über Schattenmann: „Seiner Beharrlichkeit verdankt man seit 1841 auf dem Gebiete des Straßenbaues die Steinaufschüttung auf den Straßen vermittels der Druckwalze, die schließlich in ganz Frankreich eingeführt wurde. Die Erbauung der Eisenbahn lag ihm ebenso am Herzen wie diejenige des Saarkanals.“.
Karl Heinrich Schattenmann heiratete 1855 Marianne Breu, geborene Jäger [keine Daten bekannt].

## Veröffentlichungen
- Denkschrift über den Weinbau, Straßburg 1863/64.
- Ch. H. Schattenmann: Ueber den Gebrauch der Chausseewalze. In: Polytechnisches Journal. 88, 1843, S. 117–121.
- Ueber den Tabaksbau im Departement des Niederrheines. In: Landwirthschaftliches Kreis-Comité und Verein zur Beförderung der Gewerbe in der Pfalz (Hrsg.): Blätter für Landwirthschaft und Gewerbewesen, 1863, Speyer, S. 165–171